# John Cooper (coureur)

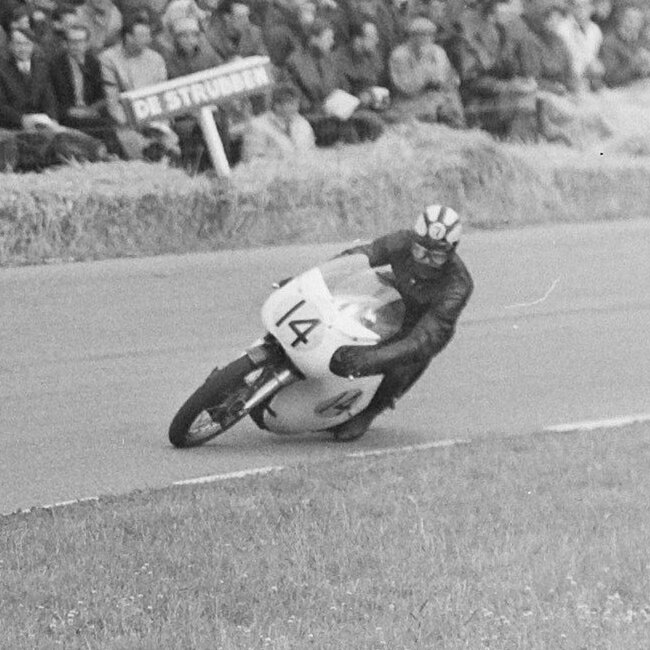
John Cooper (1966)

John Herbert Cooper (Derby, 1938) is een voormalig Brits motorcoureur.
John Cooper racete met motorfietsen in de jaren zestig en -zeventig. Zijn beste seizoen in het wereldkampioenschap wegrace was 1967, toen hij zevende werd in de 500cc-klasse. Hij finishte acht keer op het podium van de North West 200 in Noord-Ierland, waarvan twee keer als winnaar van de 500cc-race. Ook won hij vijf keer de Race of the Year op Mallory Park. Op Mallory Park is een deel van het circuit dat eerst Lake Esses heette hernoemd naar John Cooper, de "John Cooper Esses".

## Racecarrière
John "Mooneyes" Cooper begon deel te nemen aan motorsportwedstrijden in 1954. Hij reed toen met een 200 cc James zonder achtervering in trialwedstrijden. Later kocht hij een James baanracer met plunjervering en een Triumph Tiger Cub-motor. Een van zijn tegenstanders was Percy Tait, die ook een Triumph Tiger Cub gebruikte.
Hij had een goede relatie met de motorfietsdealer Wraggs, die als sponsor optrad. In 1960 gebruikte hij een BSA Gold Star van Wraggs voor de 500cc-klasse en later een Norton Manx-frame met een 350 cc BSA Gold Star motor. In 1961 kocht Wraggs twee Nortons voor hem, voor de 350- en de 500cc-klasse. Deze beide machines nam Cooper in 1964 over, maar hij verkocht ze in 1966 weer om over te schakelen op Seeley-motorfietsen. Die hadden een Matchless G50 motor die goedkoper te onderhouden was dan de Nortons. Cooper was een goede monteur en werkte het liefst zelf aan zijn machines, maar het tunen van de motoren liet hij over aan Francis Beart. Toen hij later met tweetaktmotoren reed, werden die verzorgd door Ron Herring.
In 1964 startte hij voor het eerst in de Isle of Man TT. In de 350 cc Junior TT viel hij uit, maar in de 500 cc Senior TT werd hij negende. In de Ulster Grand Prix viel hij weer uit, waardoor hij in het WK puntloos bleef. In de Lightweight 250 cc TT viel hij uit met een 250 cc Yamaha.
In 1965 viel hij in drie klassen van de Isle of Man TT uit (in de Lightweight 250 cc TT nu met een Greeves), maar hij scoorde toch WK-punten. In de 350cc-klasse werd hij zesde in de TT van Assen en vijfde in de Ulster Grand Prix en in de 500cc-klasse werd hij vierde in Assen. In de North West 200 werd hij tweede in de 350cc-race en hij won voor het eerst de Race of the Year in Mallory Park.
In 1966 startte hij niet op het eiland Man, maar hij reed wel een bijna volledig WK-seizoen in de 500cc-klasse. Hij startte in zes GP's, maar scoorde alleen punten in Assen, waar hij vierde werd. In vier wedstrijden viel hij uit en in de Grand Prix van Tsjecho-Slowakije werd hij zevende.
In 1967 kwam hij voor het eerst in de top tien van de 500cc-klasse. Hij werd met de Norton vierde in de Senior TT, derde in Tsjecho-Slowakije en zesde in Ulster en sloot het seizoen af als zevende. In de Junior TT werd hij negende en in de Lightweight 250 cc TT met een Kawasaki A1 Samurai 250 vijfentwintigste.
In 1968 won hij zijn tweede North West 200, volgens de uitslagenlijst met een Matchless, maar waarschijnlijk met een Seeley G50 met een Matchless G50-motor. In de Senior TT viel hij met een dergelijke machine uit, maar dankzij goede prestaties in de TT van Assen, de Grand Prix van België en de Grand Prix van de DDR werd hij toch achtste in het wereldkampioenschap. In de Lightweight 250 cc TT werd hij met een Yamaha TD 1 C achtste en in de Junior TT met een Seeley vijfde.
In 1969 racete Cooper niet veel. Op tweede Pinksterdag raakte hij geblesseerd op Cadwell Park. De blessures waren zo erg dat hij zijn machines verkocht aan Paul Smart, Alberto Pagani en Steve Jolly. In 1970 kreeg hij zijn enige fabrieksracer ooit. In de Production 750 TT werd hem een door Honda geprepareerde Honda CB 750 Four ter beschikking gesteld. Cooper werd er slechts negende mee. In de Junior TT viel hij uit met een Yamsel, een Yamaha TD 2 motor in een Seeley frame. In de Lightweight 250 cc TT viel hij ook uit, met een Padgett Yamaha. In de North West 200 werd hij met de Yamsel tweede in de 350cc-klasse en met een Seeley tweede in de 500cc-klasse.

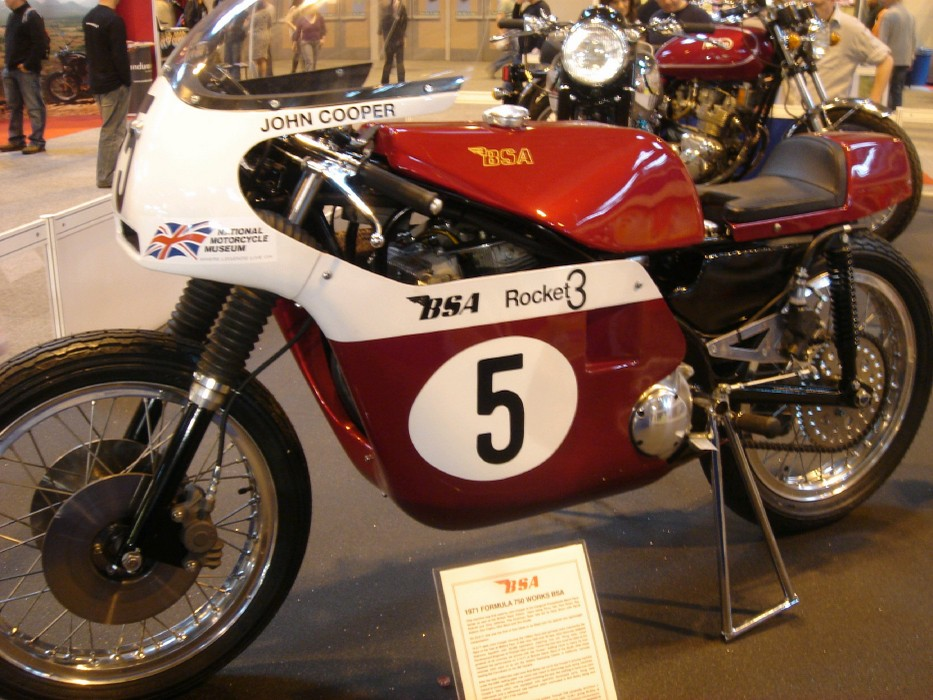
John Coopers BSA Rocket 3

In 1970 won John Cooper de Mallory Park Race of the Year, en eind november werd hij door de lezers van het blad Motor Cycle News uitgeroepen tot motorsportman van het jaar. Hij eindigde daarmee voor Phil Read. Rodney Gould, nota bene wereldkampioen 250 cc werd derde, terwijl Giacomo Agostini (wereldkampioen 350- én 500 cc) slechts zevende werd.
In 1971 kwam hij in de WK-standen noch in de Isle of Man TT voor, maar hij was heel succesvol in de North West 200. In de 250cc-race werd hij met een Yamaha tweede, in de 350cc-race werd hij met een Yamsel tweede en hij won de 500cc-race met een Seeley.
In 1972 kon de North West 200 niet doorgaan door de onrust in Noord-Ierland die volgde op Bloody Sunday. De FIM had echter de 750 cc klasse in het leven geroepen. Die was gebaseerd op de 200-mijlsrace van Daytona en stond open voor van standaardmachines afgeleide motorfietsen van 251- tot 750 cc. Triumph en BSA, die samen tot in de BSA-Group waren samengesmolten, zetten hun driecilinders Triumph T150 Trident en BSA Rocket 3 als racer in. In dat jaar versloeg John Cooper tot twee keer toe wereldkampioen Giacomo Agostini, die echter met een zware MV Agusta 750 S met cardanaandrijving reed. John Cooper reed in dat jaar zowel op de BSA als op de Triumph en hij won ook het Motor Cycle News Super Bike Championship. Cooper startte ook in de Junior TT, waar hij met een Yamaha uitviel.
Zijn MCN Super Bike Championship bewoog Norton om John Cooper samen met Peter Williams en Dave Croxford op te nemen in het team van 1973, maar Cooper reed in de 750cc-klasse van de North West 200 met een BSA, waarmee hij derde werd.

## Persoonlijk leven
John Cooper was automonteur en na zijn dienstplicht in 1958 ging hij als manager in de herenkledingzaak van zijn vader in Derby werken. In 1965 richtte hij zijn eigen garagebedrijf op. Hij ging met pensioen in de tweede helft van de jaren nul. Toch waren er na die tijd nog twee bedrijven die zijn naam droegen: een auto- en motorfietswerkplaats in Derby en een handelaar in motorfietsbanden.

## Wereldkampioenschap wegrace resultaten
| Jaar | Klasse | Team      | Motorfiets      | 1     | 2       | 3       | 4       | 5       | 6       | 7       | 8      | 9       | 10      | 11      | 12      | 13    | Punten | Plaats | Wereldkampioen                     |
| ---- | ------ | --------- | --------------- | ----- | ------- | ------- | ------- | ------- | ------- | ------- | ------ | ------- | ------- | ------- | ------- | ----- | ------ | ------ | ---------------------------------- |
| 1964 | 250 cc | Privé     | Yamaha TD 1 A   | VST - | SPA -   | FRA -   | IOM DNF | NED -   | BEL -   | DUI -   | DDR -  | ULS -   |         | NAT -   | JAP -   |       | 0      | -      | Phil Read, Yamaha RD 56            |
| 1964 | 350 cc | Privé     | Norton 40M Manx |       |         |         | IOM DNF | NED -   |         | DUI -   | DDR -  | ULS -   | FIN -   | NAT -   | JAP -   |       | 0      | -      | Jim Redman, Honda RC 172           |
| 1964 | 500 cc | Privé     | Norton 30M Manx | VST - |         |         | IOM 9e  | NED -   | BEL -   | DUI -   | DDR -  | ULS DNF | FIN -   | NAT -   |         |       | 0      | -      | Mike Hailwood, MV Agusta 500 4C    |
| 1965 | 250 cc | Privé     | Greeves         | VST - | DUI -   | SPA -   | FRA -   | IOM DNF | NED -   | BEL -   | DDR -  | TSL -   | ULS -   | FIN -   | NAT -   | JAP - | 0      | -      | Phil Read, Yamaha RD 05            |
| 1965 | 350 cc | Privé     | Norton 40M Manx |       | DUI -   |         |         | IOM DNF | NED 6e  |         | DDR -  | TSL -   | ULS 5e  | FIN -   | NAT -   | JAP - | 3      | 19e    | Jim Redman, Honda RC 172           |
| 1965 | 500 cc | Privé     | Norton 30M Manx | VST - | DUI -   |         |         | IOM DNF | NED 4e  | BEL -   | DDR -  | TSL -   | ULS DNF | FIN -   | NAT -   |       | 3      | 17e    | Mike Hailwood, MV Agusta 500 4C    |
| 1966 | 250 cc | Bultaco   | Bultaco TSS 250 | SPA - | DUI -   | FRA -   | NED -   | BEL -   | DDR -   | TSL -   | FIN -  | ULS -   | IOM -   | NAT -   | JAP DNF |       | 0      | -      | Mike Hailwood, Honda RC 166        |
| 1966 | 350 cc | Privé     | Norton 40M Manx |       | DUI -   | FRA -   | NED 8e  |         | DDR -   | TSL -   | FIN -  | ULS -   | IOM -   | NAT -   | JAP -   |       | 0      | -      | Mike Hailwood, Honda RC 173        |
| 1966 | 500 cc | Privé     | Norton 30M Manx |       | DUI DNF |         | NED 4e  | BEL DNF | DDR -   | TSL 7e  | FIN -  | ULS DNF | IOM -   | NAT DNF |         |       | 3      | 12e    | Giacomo Agostini, MV Agusta 500 3C |
| 1967 | 350 cc | Privé     | Norton 40M Manx |       | DUI -   |         | IOM 9e  | NED -   |         | DDR -   | TSL -  |         | ULS -   | NAT -   |         | JAP - | 0      | -      | Mike Hailwood, Honda RC 174        |
| 1967 | 500 cc | Privé     | Norton 30M Manx |       | DUI 16e |         | IOM 4e  | NED DNF |         | DDR DNF | TSL 3e | FIN -   | ULS 6e  |         |         |       | 8      | 7e     | Giacomo Agostini, MV Agusta 500 3C |
| 1967 | 500 cc | Seeley    | Seeley G50      |       |         |         |         |         | BEL 12e |         |        |         |         | NAT -   | CAN -   |       | 8      | 7e     | Giacomo Agostini, MV Agusta 500 3C |
| 1968 | 250 cc | Privé     | Yamaha TD 1 C   | DUI - | SPA -   | IOM 8e  | NED -   | BEL 7e  | DDR -   | TSL -   | FIN -  | ULS -   | NAT -   |         |         |       | 0      | -      | Phil Read, Yamaha RD 05 A          |
| 1968 | 350 cc | Seeley    | Seeley 7R       | DUI - |         | IOM 5e  | NED -   |         | DDR -   | TSL -   |        | ULS -   | NAT -   |         |         |       | 2      | 14e    | Giacomo Agostini MV Agusta 350 3C  |
| 1968 | 500 cc | Seeley    | Seeley G50      | DUI - | SPA -   | IOM DNF | NED 3e  | BEL 6e  | DDR 4e  | TSL DNF | FIN -  | ULS DNF | NAT -   |         |         |       | 8      | 8e     | Giacomo Agostini, MV Agusta 500 3C |
| 1970 | 250 cc | Padgett's | Yamaha TD 2     | DUI - | FRA -   | ADR -   | IOM DNF | NED -   | BEL -   | DDR -   | TSL -  | FIN -   | ULS -   | NAT -   | SPA -   |       | 0      | -      | Rodney Gould, Yamaha TD 2          |
| 1970 | 350 cc | Seeley    | Yamsel 350      | DUI - |         | ADR -   | IOM DNF | NED -   |         | DDR -   | TSL -  | FIN -   | ULS -   | NAT -   | SPA -   |       | 0      | -      | Giacomo Agostini MV Agusta 350 3C  |
| 1970 | 500 cc | Seeley    | Seeley G50      | DUI - | FRA -   | ADR -   | IOM DNF | NED -   | BEL -   | DDR -   |        | FIN -   | ULS -   | NAT -   | SPA -   |       | 0      | -      | Giacomo Agostini MV Agusta 500 3C  |
| 1972 | 250 cc | Privé     | Yamaha TD 3     | DUI - | FRA -   | OOS -   | NAT -   | IOM DNF | JOE -   | NED -   | BEL -  | DDR -   | TSL -   | ZWE -   | FIN -   | SPA - | 0      | -      | Jarno Saarinen, Yamaha TD 3        |

## Trivia

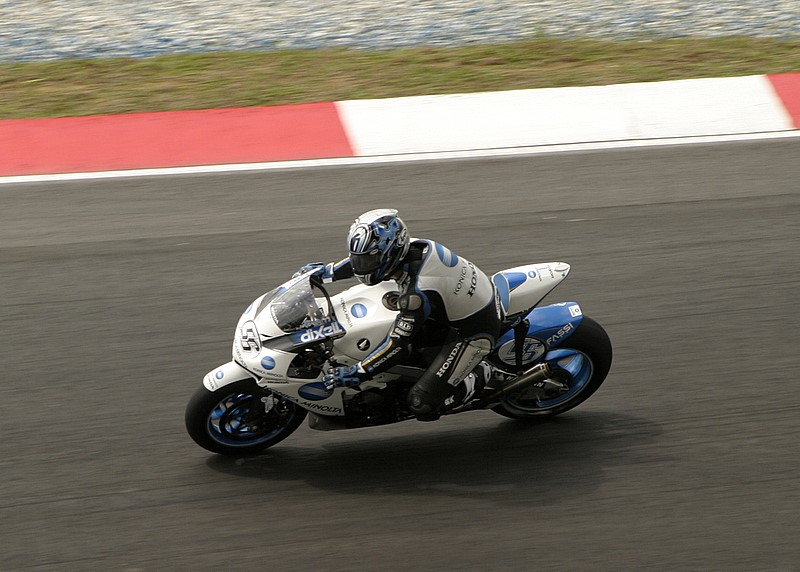
Mooneyes op de helm van Shinya Nakano

- John Coopers bijnaam was "Mooneyes". Aanvankelijk had hij zijn valhelm voorzien van zijn initialen "J.C.", gevolgd door een tekening van Japie Krekel uit de Disneyfilm Pinokkio, die in het Engels "Jiminy Cricket" (J.C.) heet. Deze helm werd door de organisatoren geweigerd, waarna hij hem rood schilderde en voorzag van twee grote ogen (Mooneyes), die in de jaren zestig populair waren onder motorrijders. Gedurende zijn carrière zouden deze Mooneyes zijn handelsmerk worden. Ze werden jaren later ook gebruikt door Shinya Nakano. Het helmenmerk "Davida", gespecialiseerd in klassieke pothelmen, bood in 2014 nog een "John Cooper Replica" helm, rood en voorzien van Mooneyes, aan.
- In internationale races in Engeland was Derek Minter een rivaal van John Cooper. Minter stond bekend als "King of Brands", Cooper als "Master of Mallory".